# Percy Lavon Julian
Percy Lavon Julian (11 de abril de 1899 - 19 de abril de 1975) fue investigador en el área química y pionero en la síntesis de productos químicos, para usos medicinales, a partir de plantas. Fue el primero en sintetizar el producto natural Fisostigmina y pionero en la síntesis industrial a gran escala de hormonas esteroides humanas, progesterona y testosterona, a partir de plantas esteroles como estigmasterol y sitosterol. Su trabajo puso las bases para la producción industrial de cortisona, otros corticoides y hormonas artificiales por parte de la industria de los esteroides, que dieron lugar a las píldoras anticonceptivas.
Julián fundó su propia empresa para sintetizar intermediarios de esteroides a partir del ñame silvestre mexicano. Su trabajo ayudó a disminuir el costo de los esteroides a las compañías farmacéuticas multinacionales, lo que contribuyó a expandir significativamente el uso de varios fármacos importantes, incluida la cortisona sintética.
Durante su vida recibió más de 130 patentes. Julian fue el tercer afroestadounidense en recibir un doctorado en química, el primer químico afroestadounidense aceptado en la Academia Nacional de Ciencias de su país.

## Biografía
Julian nació en Montgomery (Alabama), sus padres fueron Elizabeth y James Sumner Julian. Su padre trabajaba en el servicio postal ferroviario y había sido esclavo previamente. Su madre trabajaba como profesora de escuela. Entre sus memorias de la niñez recuerda haber visto a un hombre afroestadounidense colgado de un árbol. Durante esos años era poco usual que un afroestadounidense prosiguiera sus estudios más allá del 8º grado. Su padre James alentó a todos sus hijos a seguir un grado mayor de educación.
Julian ingresó a la Universidad de DePauw en Greencastle, Indiana, que aceptaba muy pocos estudiantes afroestadounidenses. Durante ese tiempo existía bastante segregación racial, a Julian no le era permitido permanecer en los dormitorios del campus universitario. Inicialmente se quedó en una casa cercana, en donde le negaban la comida, varios días luego de su llegada, Julian encontró un lugar donde podría comer. Finalmente tomó un trabajo prendiendo los incineradores y algunos otros extraños trabajos en la casa de una fraternidad, en recompensa se le permitía dormir en el sótano y se le daba la comida. Julian se graduó de la universidad de DePauw en 1920.
En 1930 el padre de Julian mudó a la familia a Greencastle, para que todos sus hijos pudieran acudir a la universidad, aún continuaba trabajando para el servicio postal.
El 24 de diciembre de 1935, se casó con Anna Roselle (doctora en sociología, 1937, Universidad de Pensilvania). Tuvieron dos hijos: Percy Lavon Julian, Jr. (31 de agosto de 1940 - 24 de febrero de 2008), quien se convirtió en un destacado abogado de derechos civiles en Madison (Wisconsin) y Faith Roselle Julian (nacida en 1944), quien aún reside en su casa de Oak Park y a menudo pronuncia discursos inspiradores sobre su padre y sus contribuciones a la ciencia.

## Trayectoria
A Julian se le negó la oportunidad de obtener su doctorado por motivos raciales, por lo cual se volvió instructor de la Universidad de Fisk. Luego recibió una beca Austin para enseñar en la Universidad de Harvard y así lograr su doctorado en 1923, debido a su excelente trabajo. Preocupados de que los estudiantes blancos pudieran tener algún resentimiento, al ser enseñados por un profesor afroestadounidense, Harvard retiró la beca  y Julian no pudo completar su doctorado. En 1929 Julian recibió una beca de la Fundación Rockefeller para continuar sus estudios de doctorado en la ciudad Viena, donde finalmente recibió su doctorado en 1931. Fue alumno del reconocido químico alemán Ernst Späth y fue considerado un alumno muy prometedor. En Europa, fundó el grupo «Libertad», contra los perjuicios raciales que lo sofocaron en Estados Unidos, participó en muchos grupos sociales, asistió a la ópera y encontró gran aceptación entre sus colegas. Julian fue el tercer afroestadounidense en recibir un doctorado en química luego de Elmo Brady y Edgard M.A.Chandler.
Tras regresar de Viena, Julian impartió clases durante un año en la Universidad Howard. En Howard, en parte debido a su puesto como jefe de departamento, Julian se vio envuelto en la política universitaria, lo que desencadenó una serie de escándalos. A petición del rector Mordecai Wyatt Johnson, incitó al profesor blanco de química Jacob Shohan (doctorado en Harvard) a dimitir. A finales de mayo de 1932, Shohan tomó represalias publicando en el periódico afroamericano local las cartas que Julian le había escrito desde Viena. Las cartas describían «una variedad de temas, desde vino, bellas vienesas, música y danza, hasta experimentos químicos y planos para el nuevo edificio de la facultad».  En las cartas, hablaba con familiaridad, y con cierta burla, de los miembros del profesorado de la Universidad Howard, llamando a un conocido decano «asno (también conocido como burro)».
Por esa misma época, Julian también se vio envuelto en un conflicto interpersonal con su asistente de laboratorio, Robert Thompson. Julian había recomendado el despido de Thompson en marzo de 1932. Thompson demandó a Julian por "alejar el afecto de su esposa",  Anna Roselle Thompson, alegando que los había visto juntos en una cita sexual. Cuando Thompson fue despedido, él también entregó al periódico cartas íntimas y personales que Julian le había escrito desde Viena. Las cartas de Julian revelaban "cómo engañó al presidente [de Howard] para que aceptara sus planes para el edificio de química"  y "cómo engañó a su buen amigo para que nombrara" a un profesor del agrado de Julian.  Durante el verano de 1932, el Baltimore Afro-American publicó todas las cartas de Julian. Finalmente, el escándalo y la presión que lo acompañó obligaron a Julian a dimitir.
En el punto más bajo de la carrera de Julian, su antiguo mentor, William Martin Blanchard, profesor de química en DePauw, le lanzó un salvavidas muy necesario. Blanchard le ofreció a Julian un puesto para enseñar química orgánica en DePauw en 1932. Julian luego ayudó a Josef Pikl, un compañero de estudios en la Universidad de Viena, a venir a los Estados Unidos para trabajar con él en DePauw. En 1935, Julian y Pikl completaron la síntesis total de fisostigmina y confirmaron la fórmula estructural asignada a la misma. Robert Robinson, de la Universidad de Oxford en el Reino Unido, había sido el primero en publicar una síntesis de fisostigmina, pero Julian notó que el punto de fusión citado del producto final de Robinson era incorrecto, lo que indicaba que no lo había creado. Cuando Julian completó su síntesis, el punto de fusión coincidió con el correcto para la fisostigmina natural del frijol de Calabar.
Julián también extrajo estigmasterol, cuyo nombre deriva del Physostigma venenosum, la haba de Calabar de África occidental, que esperaba que sirviera como materia prima para la síntesis de hormonas esteroides humanas. Aproximadamente en 1934, Butenandt y Fernholz, en Alemania,  habían demostrado que el estigmasterol, aislado del aceite de soja, podía convertirse en progesterona mediante química orgánica sintética.